# Laura Glauser
Pour les articles homonymes, voir Glauser.
Laura Glauser, née le 20 août 1993 à Besançon, est une joueuse internationale française de handball, évoluant au poste de gardienne de but. Avec l'équipe de France, elle est vice-championne olympique en 2016, championne d'Europe en 2018, championne du monde en 2023 (désignée meilleure gardienne de la compétition) et vice-championne olympique 2024. En club, après dix saisons passées au Metz Handball, deux au Győri ETO KC, puis deux dans le club roumain du CSM Bucarest, elle évolue à Budapest au Ferencváros TC. 

## Carrière
Originaire de Haute-Saône (ses parents habitent à Soing-Cubry-Charentenay), elle débute dans le club du HBC Val de Saône avant de rejoindre l'ES Besançon en 2007. Après 3 ans, elle rejoint le Metz Handball en 2010.
Après un titre de vice-championne du monde junior à l'été 2012 (où elle est nommée meilleure gardienne du tournoi), elle connaît sa première sélection en équipe de France senior le 5 octobre 2012 contre la Norvège lors de la Golden League. Elle est retenue dans le groupe pour le Championnat d'Europe 2012 mais n'entre pas en jeu au cours de la compétition. Au cours de cette saison 2012-2013, où elle partage le poste de gardienne avec Gervaise Pierson, elle réalise le doublé championnat-coupe de France avec le Metz Handball et atteint la finale de la coupe de l'EHF.
Au début de la saison 2013-2014, elle est arrêtée pendant plusieurs mois pour blessure. Elle ne revient à la compétition qu'en fin de saison et participe aux derniers matches de l'année mais pas à la finale des play-off, remportée par le Metz Handball.
En octobre 2014, après un bon début de saison qui lui permet de retrouver l'équipe de France à l'occasion de la Golden League, elle est élue « meilleure joueuse LFH du mois ». Elle est finalement retenue, aux côtés d'Amandine Leynaud, pour participer au Championnat d'Europe 2014 en Hongrie et en Croatie. Dès le deuxième match de la compétition, elle réalise une grande performance face à la Serbie, vice-championne du monde, avec seulement trois buts encaissés en première mi-temps et 43 % de tirs arrêtés au total,. La France termine finalement 5e de la compétition.
Au terme d'une saison 2014-2015 où le club messin perd son titre de champion, elle participe néanmoins activement à la victoire en coupe de France, remportée aux tirs au but face au HBC Nîmes.
Régulièrement sélectionnée en équipe de France (18 sélections fin août 2015), ses bonnes performances avec Metz lui permettent d'être élue « meilleure joueuse LFH du mois » en septembre 2015. En décembre 2015, profitant notamment de la blessure de Cléopâtre Darleux, elle est retenue dans la liste des 18 joueuses qui participent au championnat du monde 2015 avec l'équipe de France, sa deuxième compétition internationale consécutive. Malgré la décevante septième place de la France, elle réalise néanmoins une belle compétition, qui lui vaut d'être élue meilleure jeune gardienne (moins de 22 ans) du tournoi.
En janvier 2016, devenue l'une des joueuses cadres de l'équipe de Metz et une référence à son poste en France, elle prolonge son contrat avec l'équipe de Metz pour trois saisons, jusqu'en 2019. En fin de saison, elle prend une part déterminante dans la conquête du 20e titre de champion de France du Metz Handball, face à Fleury Loiret.

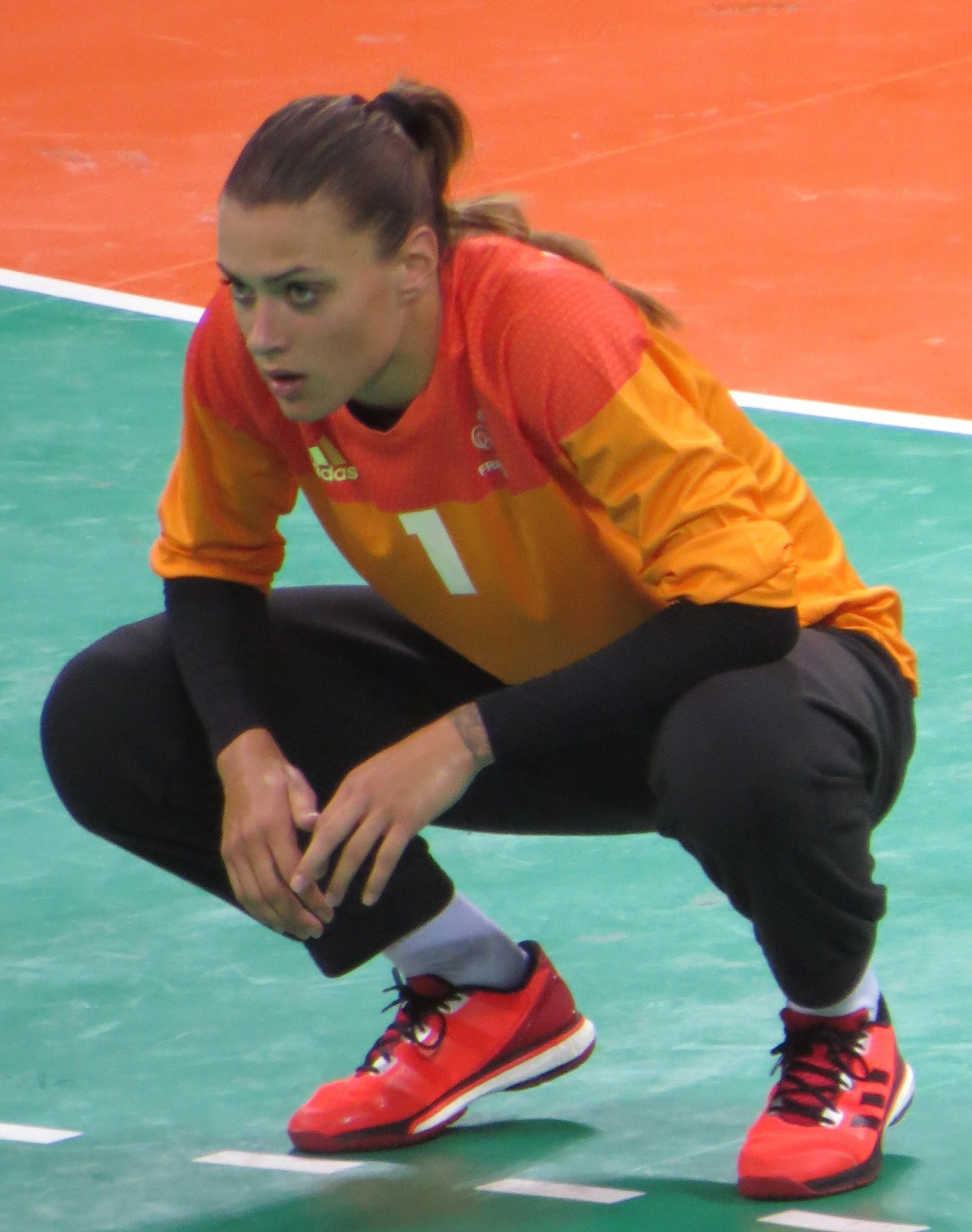
Aux JO de Rio en 2016.

Elle fait partie des joueuses retenues en équipe de France pour disputer les Jeux olympiques de 2016 à Rio de Janeiro. En complément d'Amandine Leynaud, elle réalise un bon tournoi, avec notamment 11 et 14 arrêts contre l'Argentine puis la Suède. Non utilisée en quarts, elle aborde les demi-finales en manque de confiance mais réalise une superbe performance en fin de match en arrêtant cinq des sept derniers tirs des néerlandaises, pour une victoire 24 à 23 synonyme de finale olympique,. En finale, la France et Laura Glauser (6 arrêts) s'inclinent face à la Russie et se contentent d'une médaille d'argent. À titre personnel, Laura Glauser termine le tournoi avec le meilleur pourcentage d'arrêts (41 % soit 45 arrêts pour 109 tirs) devant Kari Aalvik Grimsbø.
Au retour des Jeux olympiques, elle est élue meilleure gardienne du championnat de France pour la saison 2015-2016.

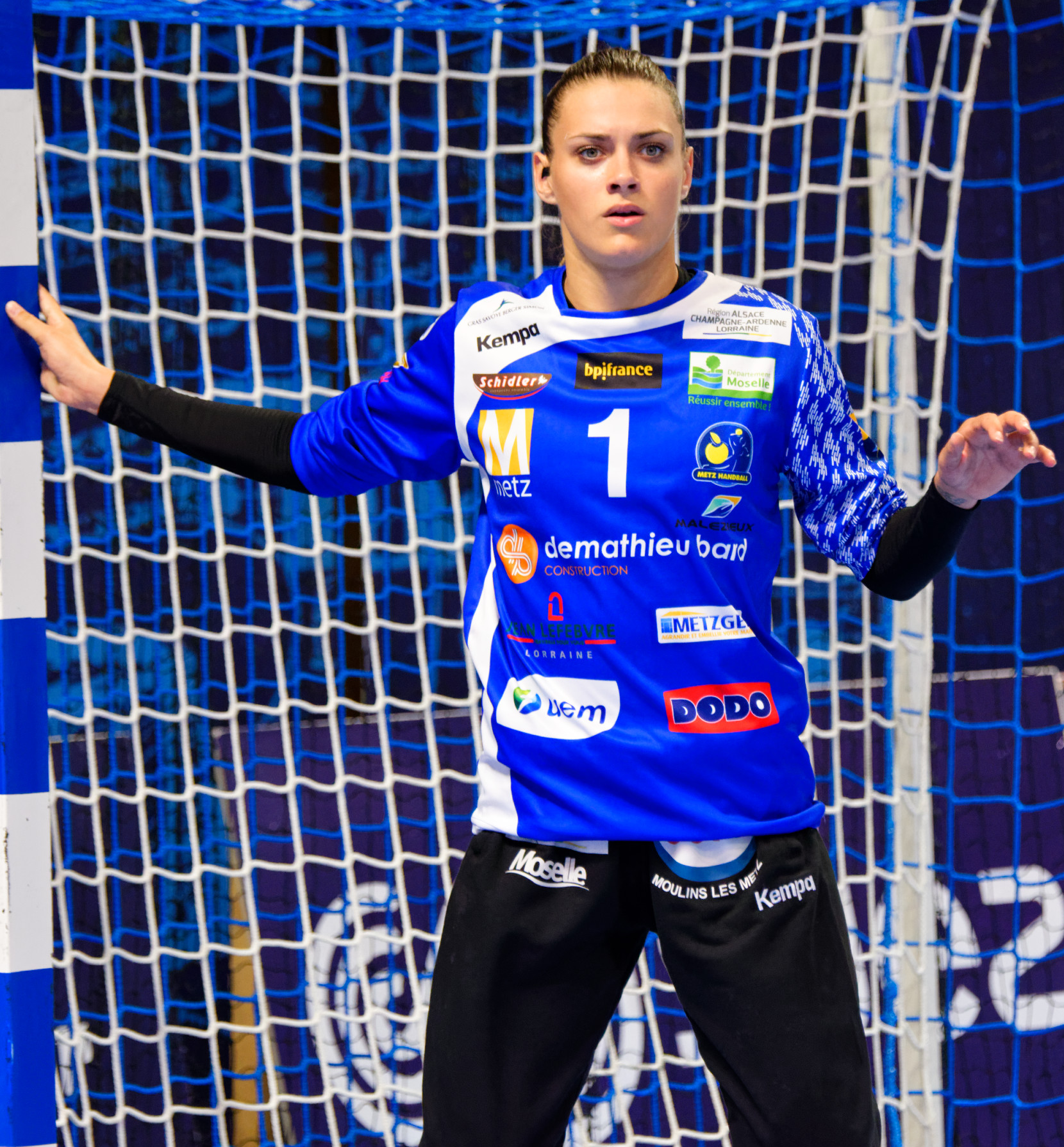
En septembre 2016, avec Metz Handball.

Le 19 octobre 2016 lors d'un match de LFH à Besançon elle réussit l'exploit de marquer 3 fois dans les buts adverses depuis son propre en-but, profitant de la nouvelle règle, largement utilisée par les bisontines, qui permet à une équipe de jouer à 7 joueuses de champ en sortant la gardienne. Durant cette saison 2016-2017, elle participe aux bons résultats du club de Metz qui remporte le championnat et la coupe de France, et réalise un excellent parcours européen, ne cédant qu'en quart de finale de la Ligue des champions face au futur vainqueur, Győri ETO KC. En août 2017, elle est élue, pour la deuxième fois, meilleure gardienne du championnat, au titre de la saison 2016-2017.
À l'automne 2017, Laura Glauser annonce être enceinte et renoncer, de fait, à disputer le championnat du monde 2017. Le 19 avril 2018, elle devient maman d'une petite fille, Kaniela.
Elle espère être de retour à son meilleur niveau pour regagner sa place en équipe nationale en vue de disputer le championnat d'Europe de 2018 en France.
Après un an d’absence en Équipe de France, elle est rappelée en septembre 2018 pour disputer la 1re étape de la Golden League au Danemark. Elle y fait un retour très remarqué en étant élue MVP à l’issue de la rencontre opposant la France à la Norvège.
En octobre 2018, elle prolonge son contrat au Metz Handball de deux ans, la liant avec le club Lorrain jusqu’en 2021. 
Laura Glauser est avec Amandine Leynaud une des deux gardiennes de l'équipe de France qui remporte le Championnat d'Europe 2018 organisé en France, sur une victoire en finale 24-21 face à la Russie le 16 décembre à Bercy. Malgré un début de compétition timide, elle termine 3e meilleure gardienne du tournoi (en pourcentage d'arrêts) avec 36% d’arrêts, derrière la gardienne norvégienne Silje Solberg et Amandine Leynaud.
Le 19 mai 2019, Laura Glauser remporte son septième Championnat avec Metz Handball, faisant d'elle la gardienne la plus titrée du championnat français. 
À l'occasion du championnat d'Europe 2020 conclu par une nouvelle médaille en argent, Glauser ne joue qu'un match, étant le troisième choix derrière Amandine Leynaud et Cléopâtre Darleux. Elle remporte toutefois une nouvelle médaille internationale, en argent cette fois.
Une blessure la contraint à renoncer à participer au championnat d'Europe 2022.
Elle est la gardienne titulaire de l'équipe de France lors du championnat du monde 2023, qui remporte son troisième titre mondial en finale face à la Norvège (31-28), puis lors des Jeux olympiques de 2024 où ce sont cette fois les Norvégiennes qui s'imposent en finale au détriment de Glauser et des Françaises.
Elle s'engage pour 2024-2025 avec Ferencváros.

## Palmarès

### En club
compétitions internationales
- finaliste de la coupe de l'EHF (C3) en 2013 (avec Metz Handball)
- quatrième de la Ligue des champions (C1) en 2019 (avec Metz Handball)

compétitions nationales
- vainqueur du Championnat de France en 2011, 2013, 2014, 2016, 2017, 2018 et 2019
- vainqueur de la coupe de France en 2013, 2015, 2017 et 2019
- vainqueur de la coupe de la Ligue en 2011
- vainqueur du Championnat de Hongrie en 2022
- vainqueur de la Supercoupe de Roumanie (ro) en 2022

### En sélection
Jeux olympiques
- Vice-championne olympique 2016
- Vice-championne olympique 2024

Championnats du monde
- 7e du championnat du monde 2015
- Vice-championne du monde 2021
- Championne du monde 2023

Championnats d'Europe
- 5e du championnat d'Europe 2014
- médaille de bronze au championnat d'Europe 2016
- Championne d'Europe 2018
- Vice-championne d'Europe 2020

autres
- 4e au championnat du monde jeunes en 2010[38],[39]
- 10e du championnat d'Europe junior en 2011[40]
- vice-championne du monde junior en 2012

### Récompenses individuelles
- élue meilleure gardienne de but du championnat du monde junior 2012
- élue meilleure jeune gardienne de but (moins de 22 ans) du championnat du monde en 2015 au Danemark[20]
- meilleure gardienne de but au pourcentage d'arrêt aux Jeux olympiques 2016[29]
- élue meilleure gardienne de but de la saison du championnat de France 2016[30] et championnat de France 2017[31]
- élue meilleure gardienne de but du championnat du monde 2023

## Décorations
- Chevalière de l'ordre national du Mérite le 1er décembre 2016[41]

## Galerie

Laura Glauser en novembre 2014 (x2), en novembre 2015 (x2) et en janvier 2016 (x3)
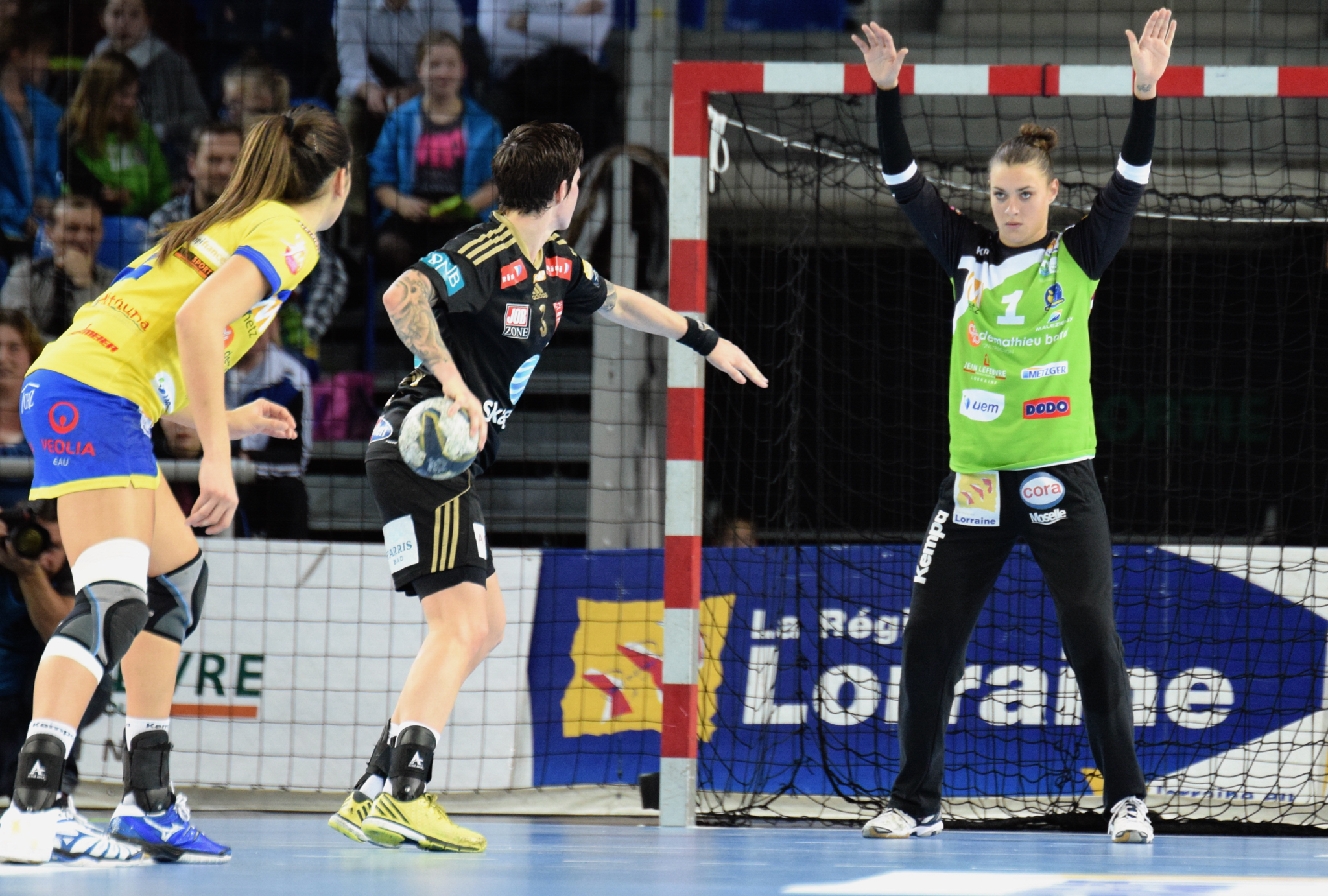
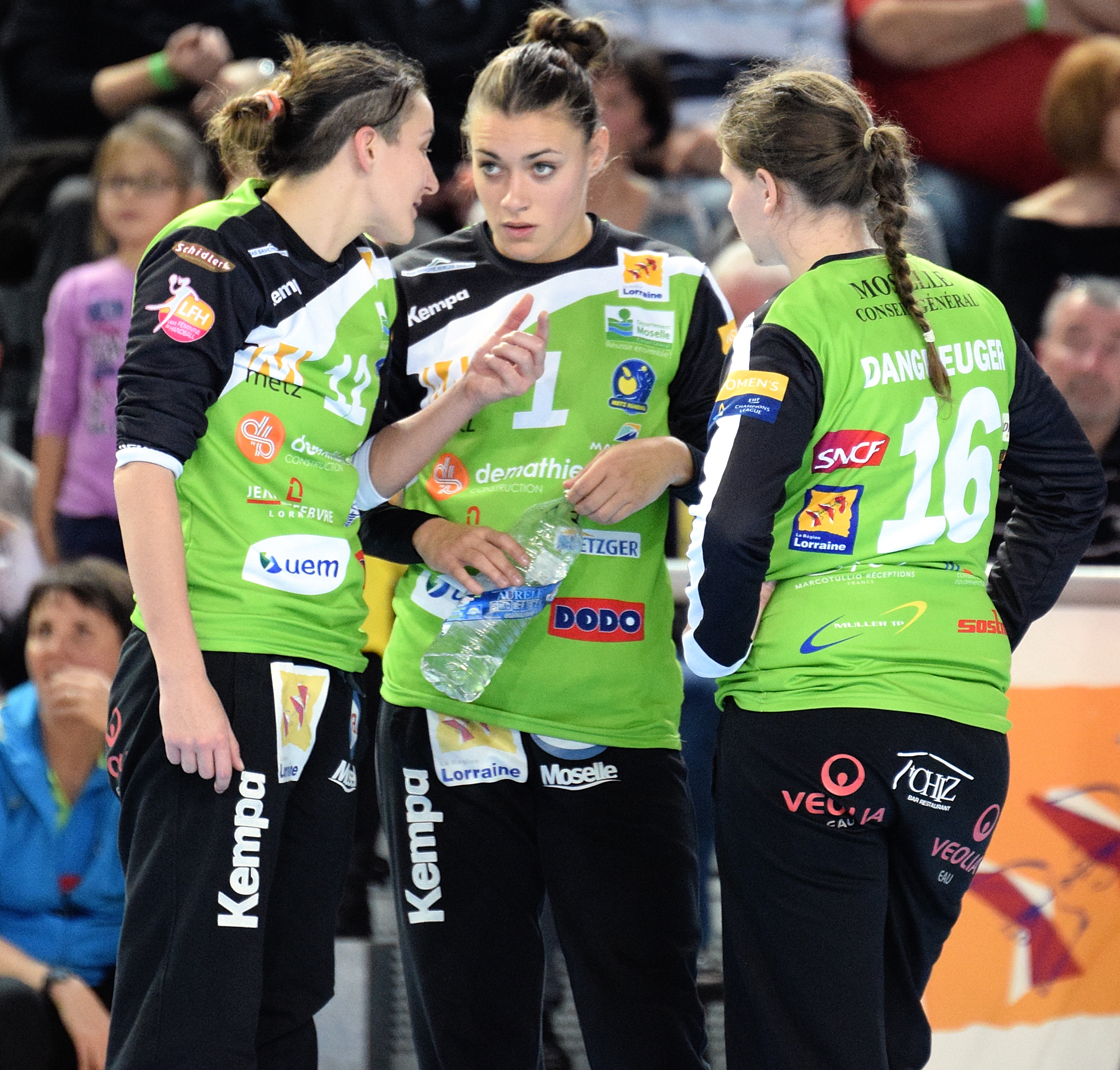
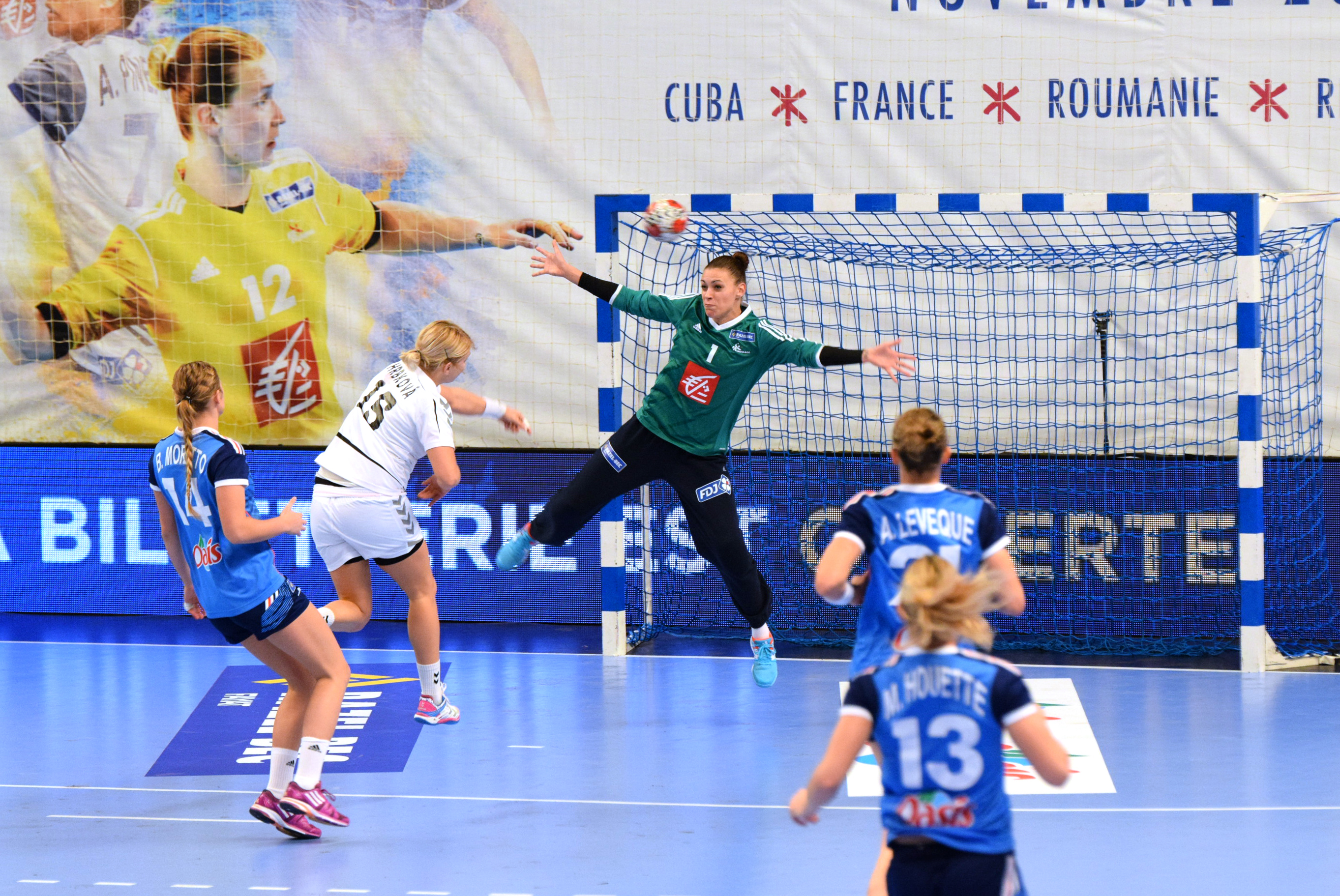
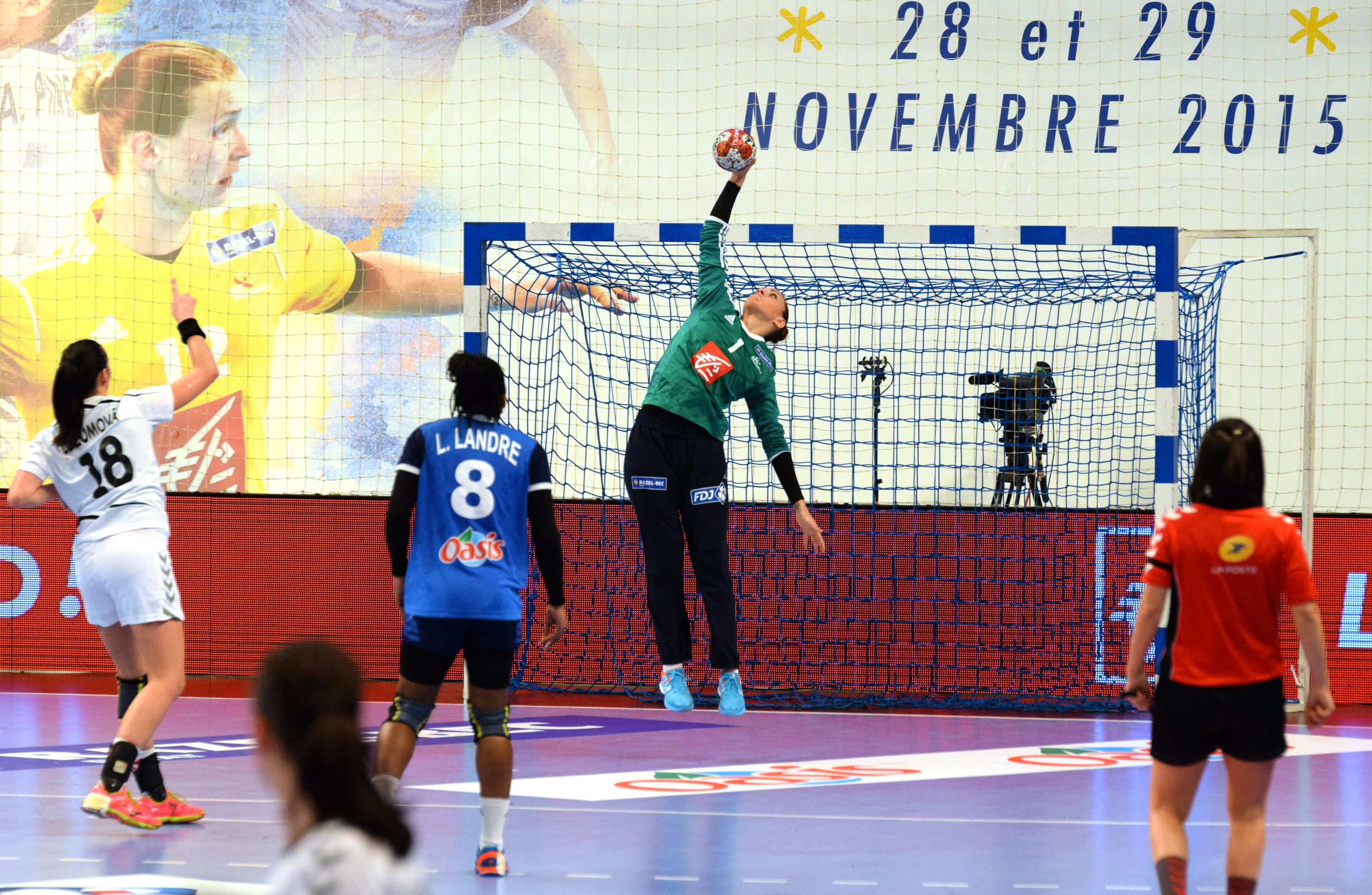
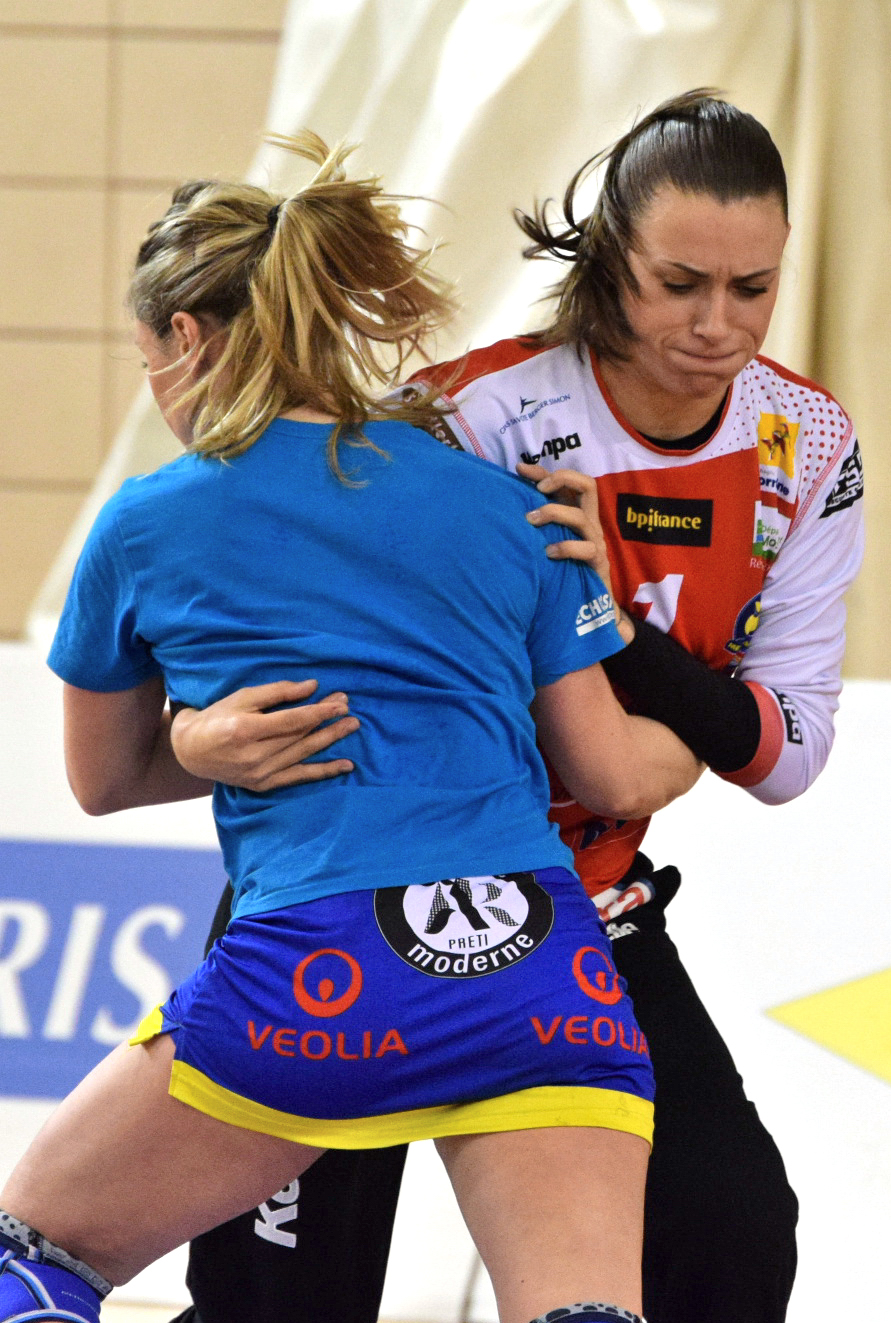
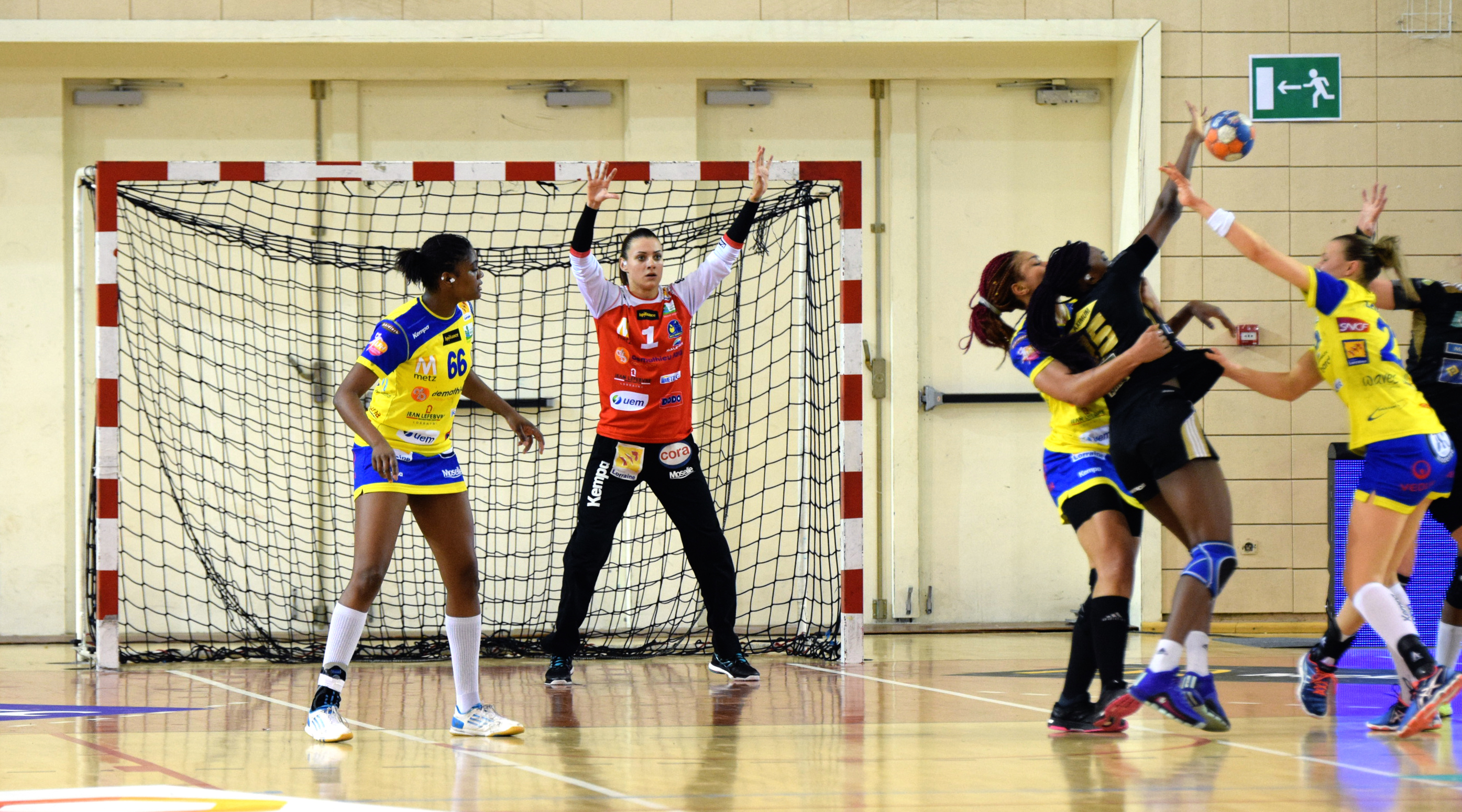
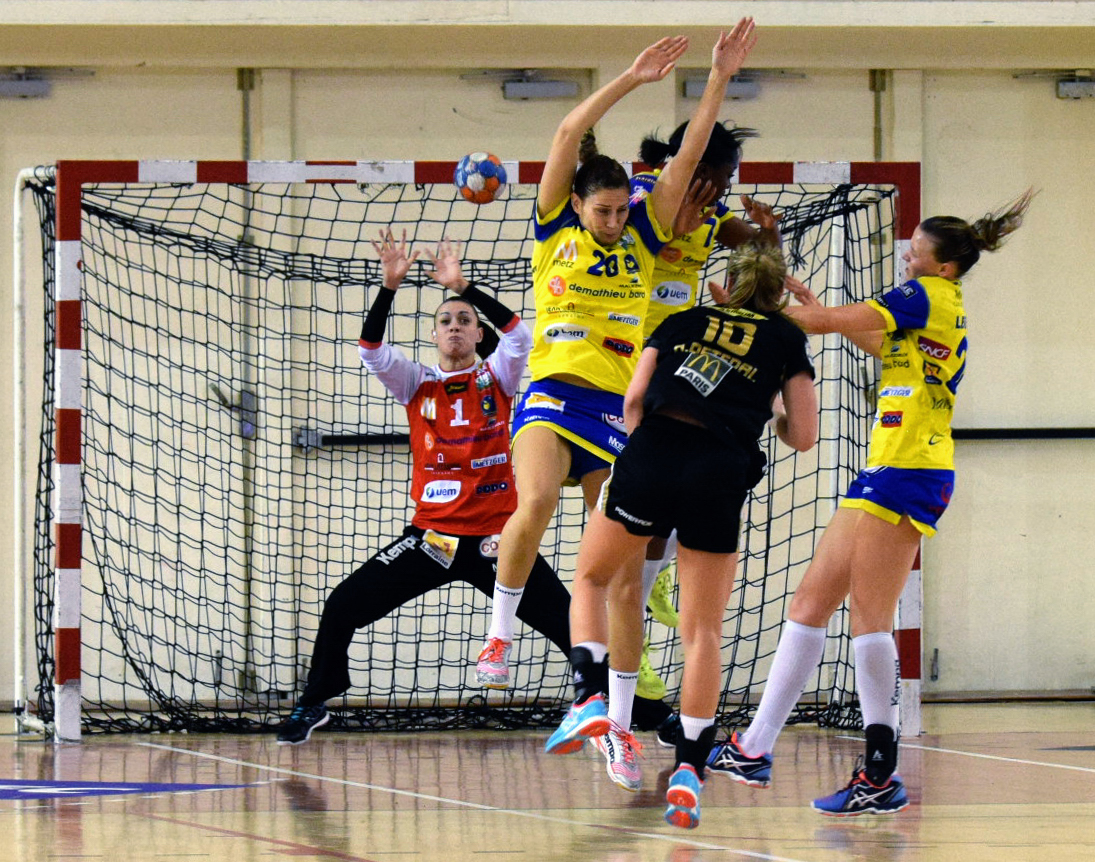